# Parti ouvrier allemand
Pour un autre parti, voir Parti ouvrier allemand (Bohême).
Pour les articles homonymes, voir DAP.
Le Parti ouvrier allemand (en allemand Deutsche Arbeiterpartei, DAP) est un ancien parti politique allemand d'extrême droite, (pangermaniste, völkisch et antisémite) à l’origine du Parti national-socialiste des travailleurs allemands (Nationalsozialistische Deutsche Arbeiterpartei, NSDAP), le parti nazi. C'est dans cet éphémère mouvement politique fondé en 1919 à Munich qu'Adolf Hitler fait ses premières armes et accède à la notoriété. Le futur Führer transforme le DAP en NSDAP en 1920 et en fait un instrument docile au service de ses ambitions.

## Fondation

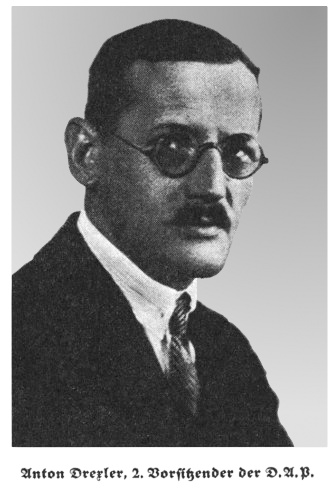
Anton Drexler.

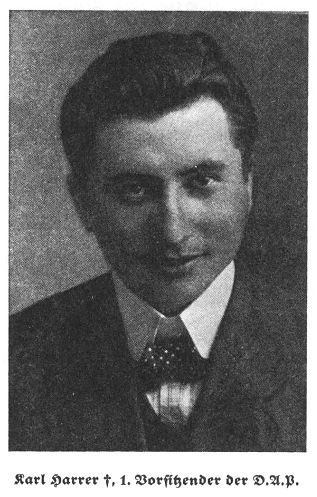
Karl Harrer.

Le Parti ouvrier allemand est fondé le 5 janvier 1919 par Anton Drexler et Karl Harrer au Fürstenfelder Hof à Munich devant 24 personnes, pour la plupart, des employés des chemins de fer. Le DAP est issu de la transformation en parti politique du Politischer Arbeiter-Zirkel fondé en octobre 1918 par Karl Harrer, membre de la Société Thulé et Anton Drexler. Il semble que la décision de créer un « vrai » parti ait surtout été le fait de Drexler, opposé sur ce point à Harrer, lequel était partisan de conserver au mouvement une allure de club. Drexler aurait proposé le titre de Deutsche Sozialistische Arbeiterpartei, une dénomination catégoriquement rejetée par Harrer.
Parmi les membres fondateurs, on compte Dietrich Eckart et Gottfried Feder, qui allait devenir quelques mois plus tard le mentor en matière d'économie d'Adolf Hitler.
Selon les sources données par Ian Kershaw, Harrer est absent le jour de la création du parti. Selon certains, Harrer ne se serait inscrit au parti qu'en mars 1919 (et sans mentionner sa profession de journaliste). Cependant, lorsque Hitler fait sa première apparition dans une réunion du comité du Parti en septembre 1919, Harrer en est le Reichsvorsitzender (président) et Drexler, le chef de la section munichoise (de fait, la seule existante).
Les premières réunions publiques sont organisées seulement après l'écrasement de la république des conseils de Bavière devant un auditoire des plus clairsemés.

## Naissance d'une vocation

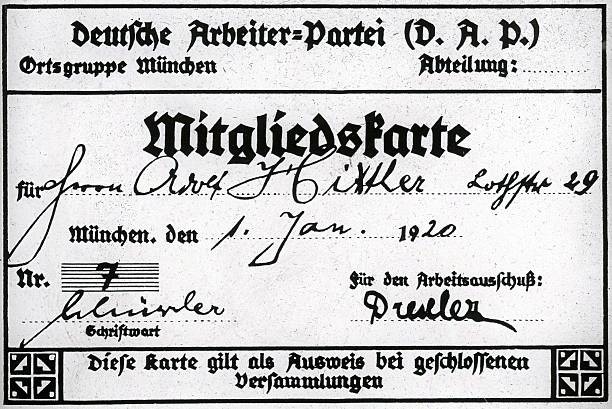
La carte de membre d'Adolf Hitler.

Selon le récit qu'il en donne dans Mein Kampf, le caporal Adolf Hitler est envoyé par ses supérieurs surveiller un groupuscule à peine sorti de l'anonymat. Sa première visite date du vendredi 12 septembre 1919. La réunion a lieu « dans la Leiberzimmer, [dans] l'ancienne brasserie Sternecker, à Munich » devant environ 25 personnes « appartenant pour la plus grande partie aux milieux inférieurs de la population » ; elle est animée par Gottfried Feder et ne le marque pas particulièrement. Alors que vaincu par l'ennui, Hitler est sur le point de partir, l'annonce d'un débat contradictoire le retient. Pendant le débat, il se laisse emporter et vitupère un intervenant qui propose une séparation de la Bavière du reste de l'Allemagne.

« Alors je ne pus m'empêcher de demander également la parole et de dire au savant monsieur mon opinion à ce sujet. Finalement, l'orateur abandonna le local comme un caniche aspergé d'eau, avant que j'aie fini de parler. Pendant que je parlais, on m'avait écouté avec étonnement et lorsque je me préparai à souhaiter le bonsoir à l'assemblée et à m'éloigner, un homme s'empressa à mes côtés, se présenta (je n'ai pas compris exactement son nom) et me glissa dans la main un petit cahier, apparemment une brochure politique, avec prière insistante de le lire.
Cela me fut très agréable, car je pouvais espérer connaître d'une façon simple l'ennuyeuse association, sans être obligé d'assister à de si fades réunions. Du reste, cet homme à l'apparence d'ouvrier me fit une bonne impression. Là-dessus je partis. »

— Adolf Hitler, Mein Kampf, p. 217

« Le lendemain de cette réunion, vers 5 heures du matin [...] Comme je ne pouvais plus me rendormir, je me souvins tout à coup de la soirée de la veille, et du cahier que l'ouvrier m'avait donné. Je commençai à le lire. C'était une petite brochure dans laquelle l'auteur, un ouvrier, exposait comment il était revenu à des opinions nationales après être sorti du gâchis de la phraséologie marxiste et syndicaliste ; de là le titre « Mon réveil politique ». Ayant commencé, je lus avec intérêt ce petit écrit jusqu'au bout ; car, en lui se reflétait le changement que j'avais éprouvé moi-même d'une façon analogue douze ans plus tôt. Involontairement, je vis revivre devant moi ma propre évolution. »

— Adolf Hitler, Mein Kampf, p. 218
Hitler raconte qu'ensuite on lui força pratiquement la main pour qu'il adhère au DAP. Après avoir assisté à une assommante réunion de son comité et beaucoup d'hésitations, il finit par accepter d'y adhérer… Hitler prétendit par la suite avoir été le 7e membre du parti. Une allégation qu'il reprit à plusieurs reprises, mais réfutée par le numéro de sa carte de parti.

## Premiers succès
Dans le récit complaisant et égocentrique qu'il donne de l'importance de son rôle au sein du parti, Hitler relève que le plus grand problème du DAP à l'automne 1919 était son manque total de visibilité. Un anonymat qui était dû d'abord au manque de moyens financiers : la caisse s'élevait à 7 marks et 50 pfennigs lors de la première participation d'Hitler au comité ; ensuite au fonctionnement « bourgeois » du parti. En dépit des efforts du comité, qui s'investit pour rédiger à la main ou dactylographier et faire parvenir les invitations à ses réunions, le succès n'est pas au rendez-vous. « Nous étions sept, toujours les mêmes. » Ce n'est que lorsqu'ils se décident à polycopier les invitations que le nombre des participants s'élève progressivement jusqu'au chiffre record de 34. Cela suffit cependant à entraîner un modeste flux financier, qui permet enfin d'insérer une annonce dans le Münchener Beobachter. La réunion a lieu dans une autre brasserie munichoise, la Hofbräuhaus Keller.

« Cette fois le succès fut vraiment étonnant.
A 7 heures, il y avait 111 personnes et la séance fut ouverte. Un professeur de Munich fit le rapport et je devais, comme deuxième orateur, prendre pour la première fois la parole en public.
Cela paraissait très audacieux au premier président du parti, alors M. Harrer ; c'était, par ailleurs un homme très sincère et il était alors persuadé que, si j'avais d'autres aptitudes, je n'avais pas celle de la parole.
 Même par la suite, il n'y eut pas moyen de le faire revenir sur cette opinion.
Mais il se trompait. Vingt minutes m'avaient été accordées pour cette première réunion, que l'on peut appeler publique, pour conserver la parole : je parlai pendant trente minutes. Et ce que j'avais simplement senti au fond de moi-même, sans rien en savoir, se trouva confirmé par la réalité : je savais parler !
Au bout de trente minutes, toute la petite salle était électrisée et l'enthousiasme se manifesta tout d'abord sous cette forme que mon appel à la générosité des assistants nous rapporta 300 marks, ce qui nous enleva une grosse épine du pied.
[...]
Mais le succès de cette première assemblée de quelque importance fut, à un autre point de vue, très fécond.
J'avais déjà commencé à amener à la commission un certain nombre de jeunes forces fraîches. Pendant la longue durée de mon service militaire, j'avais fait la connaissance d'un assez grand nombre de bons camarades, qui commençaient alors lentement, sur mes appels, à adhérer au mouvement.
Ce n'étaient que des jeunes gens, des exécutants habitués à la discipline qui rapportaient du service militaire cet excellent principe que rien n'est impossible et qu'on peut toujours arriver à ce qu'on veut.
L'importance d'un tel afflux de sang nouveau m'apparut au bout de quelques semaines de collaboration. »

— Adolf Hitler, Mein Kampf, p. 354-355

### Premiers affrontements

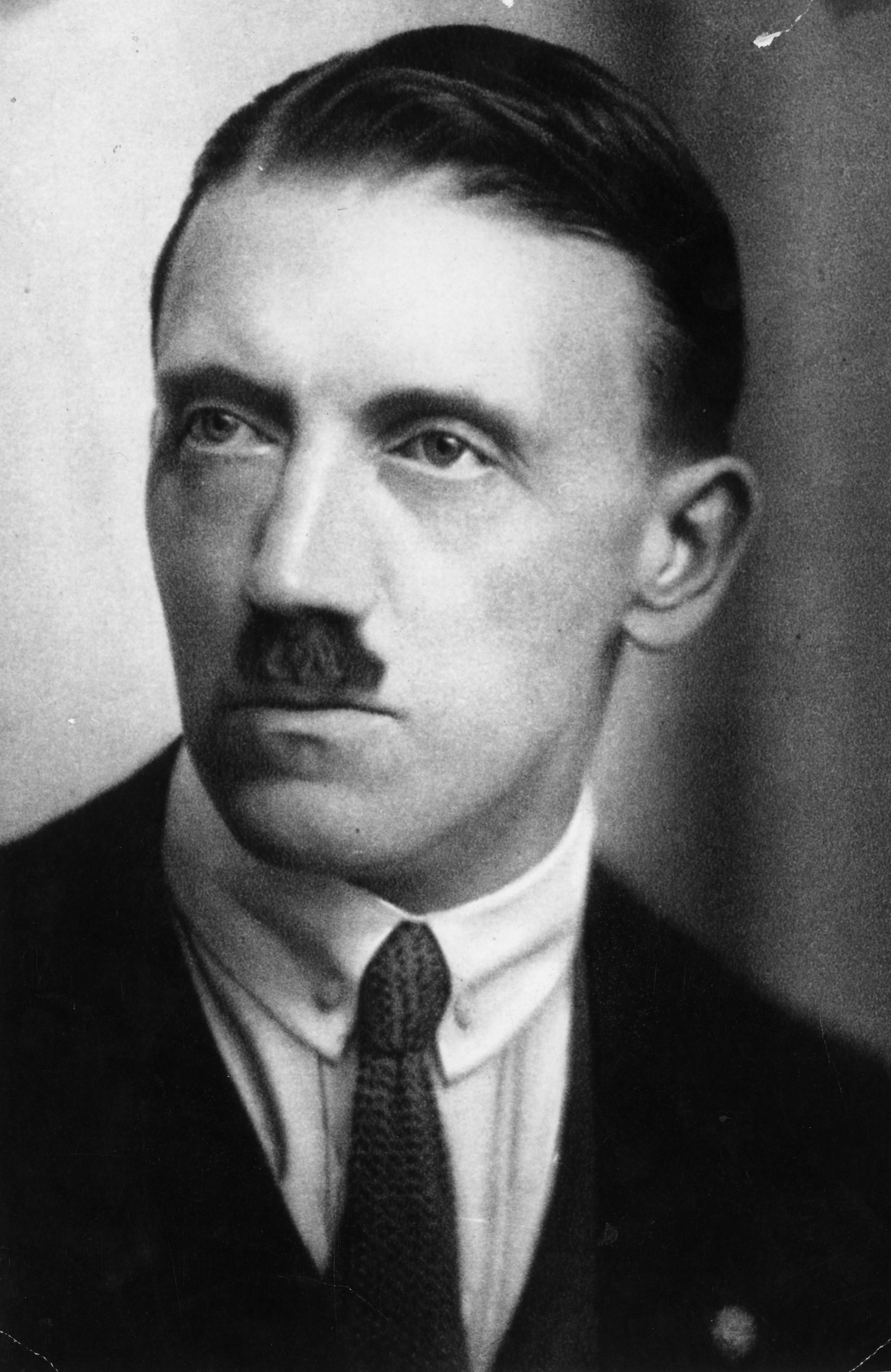
Adolf Hitler au début des années 1920.

La deuxième réunion où Hitler est invité à parler a lieu le 19 octobre 1919 à la Eberlbraükeller sur le thème « Brest-Litovsk et Versailles » pendant laquelle quatre orateurs prennent la parole devant 130 auditeurs. Hitler ne se fait pas faute de signaler que son succès fut plus grand que la première fois. Mais outre la chronique de ses succès oratoires, il relate la naissance d'une opposition féroce, celle des mouvements communistes et marxistes. La description qu'il en donne met aussi en lumière les catégories du discours hitlérien.

« En 1920, c'était tout simplement impossible, dans beaucoup de régions d'Allemagne, de réunir une assemblée qui osât faire appel aux grandes masses, et d'inviter ouvertement le public à y venir. Ceux qui auraient participé à une telle réunion auraient été dispersés, battus, chassés, la tête en sang.

Aussi très peu de gens étaient-ils tentés par une telle prouesse. Dans les grandes réunions dites bourgeoises, les assistants avaient coutume de se disperser et de se sauver comme des lièvres devant un chien à l'apparition d'une douzaine de communistes.
Mais si les rouges ne prêtaient guère attention à des clubs bourgeois bavards, dont le caractère profondément candide et, par suite, l'innocuité leur étaient bien mieux connus qu'aux intéressés eux-mêmes, ils étaient, au contraire, décidés à liquider par tous les moyens un mouvement qui leur paraissait dangereux. Or ce qui, dans tous les temps a agi le plus efficacement, c'est la terreur, la violence.
Les imposteurs marxistes devaient haïr au plus haut point un mouvement dont le but avoué était la conquête de cette masse qui jusqu'à présent, était au service exclusif des partis juifs et financiers marxistes internationaux.
Déjà le titre : « Parti ouvrier allemand » les excitait fort.
On pouvait en déduire aisément qu'à la première occasion, il se produirait une violente rupture avec les meneurs marxistes, encore ivres de leur victoire.
Dans le petit cercle du mouvement d'alors, on redoutait un peu un tel combat. On voulait se risquer le moins possible en public de peur d'être vaincus. On voyait déjà, par la pensée, les résultats de notre première grande assemblée réduits à néant et le mouvement peut-être détruit pour toujours. J'étais dans une situation délicate avec ma doctrine que l'on ne doit pas éluder le combat, mais le rechercher, et revêtir à cet effet l'équipement qui, seul, assure la protection contre la violence. La terreur ne se brise pas avec l'esprit, mais par la terreur. À ce point de vue, le succès de notre première réunion confirmait mon sentiment : on en prit courage pour organiser une deuxième assemblée d'une certaine importance.
[...]
Une tentative de troubler la séance fut étouffée instantanément par mes camarades.
Les fauteurs de trouble prirent la fuite et descendirent l'escalier avec des bosses sur la tête. »

— Adolf Hitler, Mein Kampf, p. 356-357
Hitler donne ensuite la succession des réunions où il intervient, en insistant sur leur succès et le caractère déterminant de ses interventions à la fois en public et au sein du parti. Après la septième réunion publique, commence à s'élaborer un programme pour le parti. Hitler critique alors vertement les lenteurs et les discussions oiseuses que provoque ce travail.

## Le «Programme en 25 points»

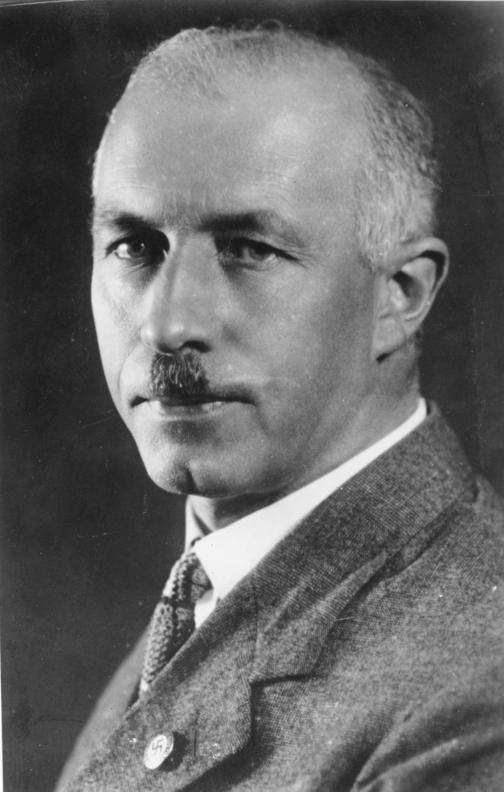
Gottfried Feder en 1930.

Dès janvier 1920, Hitler propose l'organisation d'une « assemblée vraiment grande ». Après d'intenses discussions, le comité donne son accord[réf. incomplète]. Mis en minorité, Karl Harrer démissionne et cède sa place à Anton Drexler. Quant à Hitler, il conserve l'organisation de la propagande et s'y emploie désormais à fond.
Le 24 février 1920, le meeting a donc lieu à la brasserie Hofbräuhaus. Elle devait avoir lieu à la Bürgerbräukeller en janvier 1920, mais elle dut être ajournée en raison de l'interdiction générale des réunions publiques à l'époque à Munich la première grande réunion du parti. Devant près de 2 000 personnes (selon lui), Hitler doit présenter un programme politique. Le programme a peut-être été inspiré par le dramaturge Dietrich Eckart et l’ingénieur Gottfried Feder, mais Hitler et Drexler ont toujours affirmé qu'ils ont rédigé le texte tout seuls. Ce programme en 25 points associe des revendications nationalistes et des idées sociales imprégnées de doctrines pangermanistes, racistes et antisémites. L'intervention d'Hitler (deuxième orateur) est perturbée à plusieurs reprises par les adversaires du parti.

### Premier triomphe
Une fois les opposants maîtrisés par le service d'ordre, Hitler triomphe : il emporte l'adhésion de l'auditoire et lui fait bruyamment approuver chacun des points du programme.

« Au bout de quatre heures environ, la salle commença à se vider, la foule entassée reflua vers la porte comme une rivière aux eaux lentes et tous ces hommes se serraient et bousculaient les uns contre les autres. Et je sentis alors qu'allaient se répandre au loin parmi le peuple allemand, les principes d'un mouvement que l'on ne pourrait plus désormais condamner à l'oubli.
Un brasier était allumé : dans sa flamme ardente se forgerait un jour le glaive qui rendra au Siegfried germanique la liberté et à la nation allemande, la vie.
Sous mes yeux, le relèvement se mettait en marche. Et je voyais en même temps la vengeance inexorable se dresser contre le parjure du 9 novembre 1918.
La salle se vida lentement.
Le mouvement suivait son cours. »

— Adolf Hitler, Mein Kampf, p. 368
Poursuivant sa mutation, le DAP est rebaptisé Parti national-socialiste des travailleurs allemands (NSDAP) le 8 août 1920. Après avoir écarté Drexler, Hitler en prend la tête le 29 juillet 1921. La même année, il élabore et fait adopter un nouveau drapeau, rouge comportant en son centre une croix gammée noire sur fond blanc.

## Membres
Plusieurs des premiers membres du DAP ont continué à jouer un rôle idéologique ou opérationnel important après la transformation du DAP en NSDAP. Parmi eux :
- Anton Drexler
- Karl Harrer
- Gottfried Feder
- Dietrich Eckart
- Alfred Rosenberg
- Hans Frank
- Adolf Hitler
- Ernst Röhm
- Hermann Esser